# لانگوایلر (کوزل)
لانگوایلر (به آلمانی: Langweiler) یک شهر در آلمان است که در Lauterecken-Wolfstein واقع شده‌است.